# Contea di Sherman (Texas)
La contea di Sherman in inglese Sherman County è una contea dello Stato del Texas, negli Stati Uniti. La popolazione al censimento del 2010 era di 3 034 abitanti. Il capoluogo di contea è Stratford. La contea è stata creata nel 1876 ed organizzata nel 1889. Il suo nome deriva da Sidney Sherman, che combatté nella Guerra d'indipendenza del Texas.

## Geografia
| Anno | Popolazione | ±%       |
| ---- | ----------- | -------- |
| 1890 | 34          | Note:    |
| 1900 | 104         | 205.9%   |
| 1910 | 1,476       | 1,319.2% |
| 1920 | 1,473       | −0.2%    |
| 1930 | 2,314       | 57.1%    |
| 1940 | 2,026       | −12.4%   |
| 1950 | 2,443       | 20.6%    |
| 1960 | 2,605       | 6.6%     |
| 1970 | 3,657       | 40.4%    |
| 1980 | 3,174       | −13.2%   |
| 1990 | 2,858       | −10.0%   |
| 2000 | 3,186       | 11.5%    |
| 2010 | 3,034       | −4.8%    |

Secondo l'Ufficio del censimento degli Stati Uniti d'America la contea ha un'area totale di 923 miglia quadrate (2390 km²), di cui 923 miglia quadrate (2390 km²) sono terra, mentre 0,2 miglia quadrate (0,52 km², corrispondenti allo 0,02% del territorio) sono costituiti dall'acqua.

### Strade principali
- U.S. Highway 54
- U.S. Highway 287
- State Highway 15

### Contee adiacenti
- Texas County (nord)
- Hansford County (est)
- Moore County (sud)
- Dallam County (ovest)
- Cimarron County (nord-ovest)
- Hartley County (sud-ovest)
- Hutchinson County (sud-est)